# Zauvijek volim te
Zauvijek volim te (cyr.: Заувијек волим те) – singel czarnogórskiego piosenkarza Stefana Filipovicia nagrany i wydany w 2008 roku. Utwór reprezentował Czarnogórę podczas 53. Konkursu Piosenki Eurowizji w 2008 roku.

## Historia utworu

### Nagrywanie
Utwór został napisany przez Ognena Nedełkowskiego do muzyki, którą skomponował Grigor Koprow. Obaj pochodzą z Macedonii. Nową aranżację stworzył Remi Kazinoti.

### Występy na żywo: MontenegroSong, Konkurs Piosenki Eurowizji
27 stycznia 2008 roku podczas finału krajowych selekcji MontenegroSong 2008 Filipović został wybrany przez telewidzów na reprezentanta Czarnogórę podczas 53. Konkursu Piosenki Eurowizji, otrzymał 3325 głosów. Jego konkursowy utwór, „Ne Daj Mi Da Poludim”, wybrali sędziowie. Później tytuł utworu zmieniono na „Zauvijek Volim Te”.
Po finale selekcji Filipović nagrał anglojęzyczną wersję singla – „Never Forget I Love You”. Podczas Konkursu Piosenki Eurowizji wykonał jednak czarnogórską wersję, ponieważ bardziej zależało mu na rozwoju kariery w krajach Europy Wschodnio-Południowej, niż na wysokim miejscu zajętym podczas festiwalu. Piosenka otworzyła stawkę konkursową pierwszego półfinału, który odbył się 20 maja. Występ wyreżyserował serbski reżyser Gorčin Stojanović. W chórkach zaśpiewały Mateja Majerle, Ana Kabalin, Amira Hidić i Martina Majarle. Utwór zajął ostatecznie 14. miejsce i nie awansował do finału. Zdobył 23 punkty, lecz 22 z nich pochodziły od krajów z tego samego regionu - 12 od Bośni i Hercegowiny oraz 10 od Słowenii. Jeden punkt przyznało piosence San Marino.